# XVII Corpo de Exército (Alemanha)
O XVII Armeekorps foi um Corpo de Exército da Alemanha durante a Segunda Guerra Mundial.

## Comandantes
| Comandante                                    | Data                                              |
| --------------------------------------------- | ------------------------------------------------- |
| General der Infanterie Werner Kienitz         | (1 de Setembro de 1939 - 23 de Fevereiro de 1942) |
| Generaloberst Karl-Adolf Hollidt              | (23 de Janeiro de 1942 - 2 de Abril de 1942)      |
| Generaloberst Karl Strecker                   | (2 de Abril de 1942 - 12 de Junho de 1942)        |
| Generaloberst Karl-Adolf Hollidt              | (12 de Junho de 1942 - 23 de Novembro de 1942)    |
| General der Infanterie Dietrich von Choltitz  | (7 de Dezembro de 1942 - 5 de Março de 1943)      |
| General der Infanterie Willi Schneckenburger  | (5 de Março de 1943 - 1 de Agosto de 1943)        |
| General der Panzertruppen Erich Brandenberger | (1 de Agosto de 1943 - 21 de Novembro de 1943)    |
| General der Gebirgstruppen Hans Kreysing      | (21 de Novembro de 1943 - 27 de Abril de 1944)    |
| General der Infanterie Dr Franz Beyer         | (27 de Abril de 1944 - 25 de Maio de 1944)        |
| General der Gebirgstruppen Hans Kreysing      | (25 de Maio de 1944 - 28 de Dezembro de 1944)     |
| Otto Tiemann                                  | (28 de Dezembro de 1944 - 8 de Maio de 1945)      |

## Área de Operações
- Polônia (Setembro de 1939 - Maio de 1940)[2]
- França (Maio de 1940 - Junho de 1941)
- Frente Oriental, Setor Sul (Junho de 1941 - Fevereiro de 1945)
- Hungria & Silésia  (Fevereiro de 1945 - Maio de 1945)

## Serviço de Guerra
| Data           | Exército           | Grupo de Exércitos | Lugar                  |
| -------------- | ------------------ | ------------------ | ---------------------- |
| Setembro 1939  | 14º Exército       | Süd                | Galizien, Lemberg      |
| Junho 1940     | 12º Exército       | A                  | Aisne                  |
| Julho 1940     | 18º Exército       | OKH                | Südpolen               |
| Setembro 1940  | 12º Exército       | B                  | Südpolen               |
| Janeiro 1941   | 17º Exército       | B                  | Südpolen               |
| Maio 1941      | 6º Exército        | A                  | Südpolen               |
| Junho 1941     | 6º Exército        | Süd                | Kowel, Kiew, Belgorod  |
| Janeiro 1942   | 6º Exército        | Süd                | Belgorod               |
| Agosto 1942    | 6º Exército        | B                  | Don                    |
| Outubro 1942   | z. Vfg.            | B                  |                        |
| Dezembro 1942  | Gruppe Hollidt     | Don                | Don                    |
| Janeiro 1943   | Gruppe Hollidt     | Don                | Don, Donez             |
| Março 1943     | Gruppe Hollidt     | Süd                | Mius                   |
| Abril 1943     | 6º Exército        | Süd                | Mius                   |
| Outubro 1943   | 1º Exército Panzer | Süd                | Dnjepr, Kriwoi Rog     |
| Janeiro 1944   | 6º Exército        | Süd                | njepr, Kriwoi Rog      |
| Março 1944     | 6º Exército        | A                  | Uman                   |
| Abril 1944     | 6º Exército        | Südukraine         | Bug                    |
| Maio 1944      | 4º Exército Romeno | Südukraine         | Besserabien            |
| Agosto 1944    | 8º Exército        | Südukraine         | Karpathen              |
| Outubro 1944   | 8º Exército        | Süd                | Ober-Ungarn, Karpathen |
| Dezembro 1944  | 1º Exército Ungaro | Süd                | Ober-Ungarn, Karpathen |
| Janeiro 1945   | 1º Exército Ungaro | A                  | Ober-Ungarn, Karpathen |
| Fevereiro 1945 | 17º Exército       | Mitte              | Schlesien              |

## Organização
1 de Setembro de 1939
- 7ª Divisão de Infantaria
- 44ª Divisão de Infantaria
- 45ª Divisão de Infantaria

6 de Junho de 1940
- 10ª Divisão de Infantaria
- 26ª Divisão de Infantaria
- Polizei-Division

22 de Julho de 1940
- 298ª Divisão de Infantaria
- 297ª Divisão de Infantaria

22 de Junho de 1941
- 56ª Divisão de Infantaria
- 62ª Divisão de Infantaria

3 de Setembro de 1941
- 298ª Divisão de Infantaria
- 44ª Divisão de Infantaria
- 296ª Divisão de Infantaria

2 de Janeiro de 1942
- 294ª Divisão de Infantaria
- 79ª Divisão de Infantaria

24 de Junho de 1942
- 294ª Divisão de Infantaria
- 79ª Divisão de Infantaria
- 113ª Divisão de Infantaria

22 de Dezembro de 1942
(als Gruppe Hollidt)
- II. rumänisches Korps
- I. rumänisches Korps
- 62ª Divisão de Infantaria
- 294ª Divisão de Infantaria
- 306ª Divisão de Infantaria

7 de Julho de 1943
- 294ª Divisão de Infantaria
- 306ª Divisão de Infantaria
- 302ª Divisão de Infantaria

26 de Dezembro de 1943
- 1/3 da 294ª Divisão de Infantaria
- 123ª Divisão de Infantaria
- 125ª Divisão de Infantaria

16 de Setembro de 1944
- 3. Gebirgs-Division
- 8. Jäger-Division
- Gruppe Welker

1 de Março de 1945
- 20ª Divisão Panzer
- Kampfgruppe 19ª Divisão Panzer
- Kampfgruppe 359ª Divisão de Infantaria

## Membros Notáveis
- Carl Szokoll (Ativo na resistência contra Hitler)